# Справа Ейр
«Справа Ейр» — дебютний роман англійського письменника Джаспера Ффорде, опублікований видавництвом Hodder and Stoughton 2001 року. Події відбуваються в альтернативному 1985 році, де літературна детективка Сездей Некст переслідує майстра-злочинця у світі роману Шарлотти Бронте 1847 року «Джейн Ейр». Ффорде отримав 76 відмов на свої попередні роботи, перш ніж був прийнятий видавництвом. Критика сприйняла цей роман загалом позитивно, відзначивши його оригінальність.

## Короткий зміст сюжету
У паралельному всесвіті Велика Британія та імперська Росія вели Кримську війну понад століття. В цьому світі Велика Британія є республікою (з артистом Джорджем Формбі як її президентом) та має парламентський уряд, хоча й перебуває під сильним впливом Ґоліат-Корпорейшн (потужна компанія з виробництва зброї з сумнівною мораллю). Уельс є окремою, соціалістичною нацією. Вигадана версія книги про Джейн Ейр закінчується тим, що Джейн супроводжує свого кузена Сент-Джона Ріверса до Індії, щоб допомогти йому в його місіонерській роботі. Суспільство публічно обговорює літературні питання (особливо шекспірівське питання), інколи надихаючи на бандитські війни та вбивства. Звичайні правоохоронні органи все ще існують разом із новими спеціалізованими агентствами в рамках єдиної організації СпецОп (Спеціальні операції). Понад 20 відділень включають СпецОп 12, Хроноґард, який контролює всі події, пов'язані з подорожами в часі, і СпецОп 27, літературні детективи, або «ЛітераТекс», які займаються всіма злочинами, пов'язаними з літературою.
Кримська війна — холодна війна, обидві сторони якого зайшли в глухий кут, але надто вперті, щоб закликати до миру. Рух за мир у Британії набирає популярності. Тим часом, щоб здолати росіян, з Голіатом укладено контракт на створення плазмової гвинтівки під кодовою назвою «STONK». Зброя повинна бути здатна знищити танк одним вибухом. Голіат обіцяє, що незабаром STONK стане стандартною зброєб британських військових.
Сюжет розгортається навколо Сездей Некст, самотньої тридцятишестирічної жінки, ветеранки Кримської війни та літературної детективки, яка живе в Лондоні зі своїм домашнім улюбленцем додо Піквіком (у цій альтернативній Землі додо, як і неандертальці, були відтворені завдяки передовій технології генної інженерії). Вона особисто проти продовження війни, оскільки її брат загинув у бою, а її тодішній наречений Ланден Парке-Лейн втратив в бою ногу. Травма війни призвела до припинення її стосунків з Парке-Лейном кілька років тому.
На початку історії Сездей отримує підвищення, щоб допомогти у спійманні розшукуваного терориста Ахеронта Гадеса, її колишнього професора університету, який став таємничим злочинним натхненником. Сездей є єдиною живою людиною, яка може впізнати його, і ледь не схоплює його під час обстрілу, але Гадес володіє декількома надлюдськими здібностями, такими як розумові маніпуляції та надзвичайна витривалість, і використовує ці сили, щоб протистояти її пострілам. Він уникає захоплення та вбиває всю команду Сездей. Під час спроби захоплення в неї стріляють, але копія Джейн Ейр зупиняє кулю Гадеса. Таємничий незнайомець допомагає їй до прибуття медиків, залишивши хустку з монограмою «EFR» і піджак у стилі ХІХ століття. Некст розпізнає, що ці предмети належать Едварду Фейрфаксу Рочестеру, вигаданому персонажу з «Джейн Ейр». Згадуючи своє дитинство, Сездей згадує, здавалося б, надприродну подію, завдяки якій вона змогла фізично увійти у світ роману та ненадовго познайомилася з Рочестером.
Одужуючи в лікарні, вона дізнається, що після втечі з місця події Гадес загинув в автомобільній аварії. Вона також зустрічає майбутню версію себе, яка подорожує в часі, яка попереджає її, що Гадес пережив аварію, і наказує їй влаштуватися на роботу в ЛітераТек у її рідному місті Свіндон. Вона погоджується на цю роботу і, відвідуючи там свою родину, дізнається, що її геніальний дядько Майкрофт і тітка Поллі створили Портал прози — пристрій, який дозволяє людям входити в художні твори. Вдома вона відновлює знайомство зі своїм колишнім нареченим Парком-Лейном. Вона також знайомиться і змушена працювати з високопоставленим оперативником Голіата на ім'я Джек Шітт, який так само розслідує справу Гадеса.
Гадес тим часом викрадає оригінальний рукопис «Мартіна Чезлвіта» Чарлза Діккенса. Він також викрадає Майкрофта, Поллі та Портал прози, щоб шантажувати літературний світ. Будь-які зміни, внесені до сюжету оригінального рукопису роману, змінять всі інші копії. Щоб продемонструвати серйозність своїх вимог, Гадес вбиває містера Квіверлі, другорядного персонажа з оригінального рукопису Мартіна Чазлвіта. Коли його вимоги не задовольняються, він інсценує крадіжку оригіналу рукопису «Джейн Ейр» і викрадає Джейн, щоб знову вимагати викуп. Це призводить до того, що текст усіх копій роману «Джейн Ейр» раптово обривається на моменті викрадення Джейн, приблизно на середині книги.
Далі та Джек Шитт незалежно відстежують Гадеса до Уельсу. Вона рятує Майкрофта і Портал Прози та повертає Джейн до роману. Однак вона знаходить тітку Поллі, яка застрягла в одному з віршів Вордсворта, і дізнається, що Гадес проник в оригінальний текст «Джейн Ейр», прихопивши з собою клаптик паперу, на якому ув'язнена Поллі. Некст переслідує Гадеса. Після кількох тижнів у романі (які в зовнішньому світі проходять набагато швидше, оскільки книга переписує себе після повернення Джейн) і багатьох клопотів, їй вдається вбити Гадса і повернути вірш з Поллі. У процесі цього спалюється Торнфілд-гол, божевільна дружина Рочестера Берта розбивається на смерть, а сам Рочестер отримує важкі поранення. Сездей також дізнається, що герої книги повинні постійно проживати своє життя, з повним знанням того, як розгортаються події, і не можуть змінити жодної з них. Так, Рочестер повинен знову і знову переживати нищівну втрату Джейн, коли вона тікає від нього, дізнавшись про його таємний шлюб. Сездей, яка подружилася з Рочестером, вирішує змінити фінал книги на щасливий. Вона змінює події, щоб возз'єднати Джейн і Рочестера (іншими словами, вона змінює кінцівку, щоб вона відповідала реальному фіналу «Джейн Ейр»).
Повернувшись у свій власний світ, Некст використовує Прозовий портал, щоб звільнити свою тітку Поллі, а Джек Шітт розповідає, що його цікавить пристрій. Голіат ніколи не міг вдосконалити STONK як можливу зброю. Тому, враховуючи кінцевий термін доставки зброї військовим, він вирішив витягти робочі STONK із посібника зі зброї, який сам по собі є вигадкою, оскільки зброя не працює. Сездей неохоче погоджується дозволити Шітту використовувати портал для цієї спроби, але змінює книгу, пов'язану з порталом, на текст «Ворона» Едгара Аллана По. Коли портал відкривається, вона штовхає Шітта всередину та ловить його там, а Майкрофт руйнує портал.
Користуючись своїм новим зірковим статусом, Некст бере участь у телевізійних дебатах між прихильниками та противниками продовження Кримської війни. Прихильники війни вважають, що плазмових гвинтівок Голіата буде достатньо, щоб гарантувати перемогу. Але під час дебатів Некст публічно виявляє, що плазмові гвинтівки не працюють. Це змушує Велику Британію переглянути свою позицію, що призводить до мирних переговорів і припинення війни.
Некст з'являється в церкві, де Парк-Лейн збирається вінчатися з іншою жінкою, але адвокат Рочестера перериває весілля, щоб повідомити, що наречена вже одружена. Некст і Парк-Лейн миряться і одружуються замість іншої. Батько Некст, агент-перебіжчик зі спецпідрозділу СпекОп-12, хроноохоронець, з'являється, щоб дати доньці кілька батьківських порад. Роман закінчується тим, що Некст стикається з невизначеним майбутнім на роботі: реакція громадськості на нову кінцівку «Джейн Ейр» позитивна, але є й інші наслідки, зокрема лють Голіата.

## Рецепція
Книгу загалом схвалили, а критики назвали її «грайливо нешанобливою», «надзвичайно тупою», «надзвичайно творчою» і «твором … вражаюча оригінальність».
«Порушення жанру» охоплює численні типи літератури, критики виділяють аспекти фентезі, наукової фантастики, містики, сатири, романтики та трилера. Це спонукало одного критика жартома припустити, що Ффорде «мабуть записав пачку непов'язаних ідей на клаптиках паперу», і «замість того, щоб кинути їх у капелюх і вибрати кілька тем у центрі своєї історії, [він] схопив весь капелюх». Химерний стиль написання Ффорде призвів до порівнянь з іншими відомими письменниками, найчастіше з Дугласом Адамсом за подібний «сюрреалізм і сатиру» та Льюїсом Керроллом за подібні «нісенітниці та словоблуддя».
Рецензенти порівнювали Ффорде з іншими авторами, зокрема Вуді Алленом, Сарою Парецкі та Конні Вілліс. Один критик задавався питанням, чи Ффорде був більше «Монті Пайтон у поєднанні з Террі Пратчеттом чи Джоан Роулінг у суміші з Дугласом Адамсом». Роман був високо оцінений за його швидкий темп дії, гру слів, і «нецентральний гумор».

Мері Гамільтон з The Guardian описала цей досвід як
«сторінка відкривається, як люк, і ти просто провалюєшся крізь нього. Роман про Ейр передає це відчуття, момент, коли ви втрачаєте відчуття себе і поринаєте в історію, і створює високі пригоди і дику драму навколо пористих кордонів між вигадкою і реальним життям».
Деякі рецензенти критикували роман за «заплутані» сюжети та «звисаючі деталі», а також за непослідовний діалог, який «може змінюватися від дотепно злого до нескінченного», і другорядних персонажів, які «дрейфують у і поза сценою».

## Подальше читання
- Hateley, Erica, «The End of The Eyre Affair: Jane Eyre, Parody, and Popular Culture», Journal of Popular Culture, 38:6 (2005 Nov), pp. 1022–36, ISSN 0022-3840
- Horstkotte, Martin, The Postmodern Fantastic in Contemporary British Fiction, Trier: Wissenschaftlicher Verlag Trier, 2004, ISBN 3-88476-679-1
- Horstkotte, Martin, «The Worlds of the Fantastic Other in Postmodern English Fiction», Journal of the Fantastic in the Arts, 14:3 (2003 Fall), pp. 318–32, ISSN 0897-0521
- Lusty, Heather, «Struggling to Remember: War, Trauma, and the Adventures of Thursday Next», Popular Culture Review, 16:2 (2005 Summer), pp. 117–29, ISSN 1060-8125
- Rubik, Margarete (ed.), A Breath of Fresh Eyre: Intertextual and Intermedial Reworkings of Jane Eyre, Amsterdam: Rodopi, 2007, ISBN 978-90-420-2212-6